# Nowe Warpno
Nowe Warpno este un oraș în Polonia. În 2013 avea 1253 de locuitori.